# My Road, My Journey
《My Road, My Journey》（日语：この道わが旅）是FC游戏《勇者斗恶龙II 恶灵的众神》的结尾曲。歌曲由藤公之介作词，椙山浩一作曲。歌曲是日本自民党众议院议员爱知和男作為歌手的出道歌曲。歌曲也是动画版《勇者斗恶龙 达伊的大冒险》的片尾曲，该版本由团时朗演唱。歌曲其他版本还有日本女偶像二人组鲁拉的版本。歌曲的开头和椙山浩一所做的音乐《出会い》（菅原保德唱）完全一样。歌曲也收錄于《勇者斗恶龙II》的派生游戏《勇者斗恶龙 怪兽战斗之路》中。
歌曲是著名的毕业式使用音乐。歌曲长年用于长崎国际电视台的县内天气预报，长崎县居民对歌曲耳熟能详。

## 收錄版本

### 愛知和男
編曲：宫川泰
- My Road, My Journey － 1987年7月21日发行（Apollon）
  - A面 － My Road, My Journey
  - B面 －

### 团时朗
編曲：椙山浩一
- 勇者斗恶龙 达伊的大冒险/勇者 赶快!! － 1991年11月1日发行（日本古倫美亞）
- 勇者斗恶龙 达伊的大冒险 音乐集 － 1991年12月1日发行（日本古倫美亞）
- 勇者斗恶龙 达伊的大冒险 音乐集2 － 1992年3月21日发行（日本古倫美亞）
- 要走的路 达伊的大冒险 － 1992年8月1日发行（日本古倫美亞）

### 鲁拉
編曲：栗田信生
- 结婚华尔兹 － 1993年1月25日发行（POLYSTAR）
- 勇者斗恶龙的歌 － 1993年5月26日发行（POLYSTAR）

### 游戏音源与演奏版
- 交响组曲 勇者斗恶龙II 恶灵的众神 － 多个版本
- 勇者斗恶龙 游戏音源大全集 － 2001年12月5日（FC版Original Sound Story的一部份）、2002年1月9日（超級任天堂版）、2002年2月6日（Game Boy版）（SME Visual Works）
- 椙山浩一交响组曲 勇者斗恶龙 Live Best－音乐的宝箱－ － 1994年11月2日发行（Sony Record）
- 椙山浩一交响组曲 勇者斗恶龙 Best Selection：洛特篇 － 1997年7月21日（Sony Record）
- 交响组曲 勇者斗恶龙 The Best － 2001年3月23日发行（SME Visual Works）[4]
- 交响组曲 勇者斗恶龙 Complete CD-BOX － 2003年1月22日发行（SME Visual Works）
- Dragon Quest in Brass（编曲：小野崎孝輔） － 1988年7月5日发行（Apollon音乐工业）
- Dragon Quest on Electone（编曲：井上晴夫） － 1988年9月21日发行（Apollon音乐工业）
- Dragon Quest on Piano（編曲：林知行） － 1990年8月10日发行（株式会社Apollon）
- 吹奏乐组曲 勇者斗恶龙 第一集 － 2003年8月5日发行（OTO音）
- 金管五重奏 勇者斗恶龙（編曲：高橋敦） － 2006年2月22日发行（Aniplex）[5]